# C. H. Beck
Verlag C. H. BECK oHG,  以出版商C. H. Beck (德語：Verlag C. H. Beck)的名义开展业务，是一家德国出版商，总部设在慕尼黑，在法兰克福设有分公司。该公司于1763年由卡尔·海因里希·贝克（Carl Heinrich Beck）创立。历史上，其总部位于讷德林根（Nördlingen）。该公司出版了70种专业期刊和9000多种单项书。每个月它都会出版多达1500种新版本的出版物。共有550名员工在慕尼黑总部工作。120名科学编辑在慕尼黑和法兰克福办事处工作，为超过14000名作者提供支持。法兰克福办事处是C.H.Beck大多数法律期刊的编辑部。自1999年以来，Nomos出版社属于C.H.Beck集团。

## 相关链接
- （德語） C.H. Beck （页面存档备份，存于）
  - Beck International （页面存档备份，存于）